# Opportunismus
Der Opportunismus (lateinisch opportunus ‚günstig‘, ‚geeignet‘) bezeichnet die zweckmäßige Anpassung an die jeweilige Lage.
Oft wird der Populismus als opportunistische Politik oder Strategie definiert. Beide Begriffe haben gemein, dass sie im Alltagsgebrauch und im politischen Diskurs häufig negativ konnotiert sind, obwohl das nicht unbedingt der ursprünglichen Bedeutung entspricht und der Begriffsinhalt je nach Zusammenhang deutlich abweichen kann.
 
Im Gegensatz zu opportunistisch wird das Adjektiv opportun im Sinne von angemessen und angebracht im positiven Sinn verwendet.

## Bedeutung
Opportun heißt „herangetragen“ (wörtlich), „gelegen“ (figurativ), und bezieht sich auf eine günstige Gelegenheit – der Opportunist geht weiter, er nutzt eine günstige Gelegenheit ohne Rücksicht auf eigene Wertvorstellungen zu seinem Vorteil. Es ist ein überwiegend negativ besetzter Begriff: Der Opportunismus stellt eine ihm günstig erscheinende Zweckmäßigkeit über die Grundsatz- und Prinzipientreue. Der Begriff Opportunität bezeichnet wiederum eine Gelegenheit bzw. eine darauf grundsätzlich gerichtete Strategie, ohne bewertende Komponente.
Eine abgeschwächte Form des Opportunismus findet sich im Pragmatismus oder eventuell auch im Realismus wieder. Man kann als Gegenpol zum Opportunisten die Partei ergreifenden Ideologen und Oppositionellen sehen. In diesem Begriffszusammenhang ist es schwierig, den Übergang zwischen Kompromissbereitschaft und Opportunismus zu definieren oder festzulegen. Politischer Opportunismus nimmt für seine konformistische Haltung unter Umständen langfristige Nachteile in Kauf, um kurzfristig Zustimmung zu erzielen und bedeutet oftmals das Aufgeben der eigenen Meinung – teilweise oder ganz – zum Vorteil einer anderen Meinung, welcher man größere Chancen auf allgemeine Zustimmung einräumt.

## Frühe Verwendung des Begriffs in der französischen Politik
In der Dritten Französischen Republik war der Begriff positiv besetzt; die Républicains modérés (gemäßigte Republikaner), die in der Folge mehrfach die französischen Staatspräsidenten und Regierungschefs stellten, wurden auch als Républicains opportunistes bezeichnet. Die opportunistische Politik zeichnete sich dadurch aus, dass sie bei der Einleitung von Reformen die Unterstützung des Volkes suchte und stand im Gegensatz zum Radikalismus.

## Biologie und Medizin
Organismenarten, die ökologisch flexibel sind, das heißt, die mit unterschiedlichen oder schwankenden Umweltbedingungen gut zurechtkommen, werden als Opportunisten oder auch Generalisten bezeichnet. Zu diesen Umweltparametern zählen beispielsweise das Licht- und Nahrungsangebot, die Umgebungstemperaturen und, speziell bei aquatischen Organismen, die Salinität und das Strömungsregime (vgl. → Euryökie). Auch der Mensch ist eine opportunistische Art. Das Gegenteil eines Opportunisten im ökologischen Sinn ist ein Spezialist (vgl. → Stenökie). Opportunisten haben den Vorteil, ein breites Spektrum an natürlichen Ressourcen nutzen zu können, jedoch zu dem Preis, keine dieser Ressourcen optimal nutzen zu können.
In der Epidemiologie bezeichnet Opportunismus die Eigenschaft von an sich harmlosen Parasiten, bei einer Abwehrschwäche des Wirtes zu gefährlichen Krankheitserregern zu werden (siehe opportunistischer Erreger).

## Wirtschaft
In der Transaktionskostentheorie versteht man unter Opportunismus, dass sich die Akteure gegenüber ihren Vertragspartnern strategisch verhalten und versuchen, ihre Interessen (auch gegen die Vertragsnorm) durchzusetzen, und dabei auch nicht vor List, Tücke und Täuschung zurückschrecken (Oliver E. Williamson).